# Cocked & Loaded
Cocked & Loaded är L.A. Guns andra album som släpptes 1989. Singlar från albumet blev "Rip And Tear", "Malaria", "Never Enough", "I Wanna Be Your Man" och "The Ballad Of Jayne". I USA sålde albumet guld.

## Låtlista
1. Letting Go – 1:22
2. Slap in the Face – 3:54
3. Rip and Tear – 4:11
4. Sleazy Come Easy Go – 4:01
5. Never Enough – 4:10
6. Malaria – 5:22
7. The Ballad of Jayne – 4:30
8. Magdalaine – 6:05
9. Give a Little – 3:29
10. I'm Addicted (Gitarr Solo) – 1:51
11. 17 Crash – 3:39
12. Showdown (Riot On Sunset) – 3:18
13. Wheels of Fire – 4:56
14. I Wanna Be Your Man (endast CD-versionen) – 3:36
15. Rock Candy (Bonus)
16. No Mercy (Live Bonus)

## Medverkande
- Phil Lewis - sång
- Tracii Guns - gitarr
- Mick Cripps - gitarr
- Kelly Nickels - bas
- Steve Riley - trummor